# Everlasting Love (canción de Howard Jones)
«Everlasting Love» es una canción del cantante y compositor inglés Howard Jones de su cuarto álbum de estudio, Cross That Line (1989). Escrito por Jones y coproducida por el exmiembro de la banda Tears for Fears, Ian Stanley, fue lanzado como el primer sencillo del álbum el 20 de febrero de 1989.
En Estados Unidos fue número 1 en la lista Billboard Adult Contemporary, alcanzó el número 12 en el Billboard Hot 100 y el número 19 en la Modern Rock Tracks. En Canadá llegó al puesto 3 del RPM Top Singles. En Reino Unido, "Everlasting Love" no tuvo tanto impacto como los sencillos anteriores, estancándose en el número 62 en la UK Singles Chart. 

## Lista de canciones
sencillo 7" y casete
1. "Everlasting Love" – 4:20
2. "The Brutality of Fact" – 4:27

maxi 12"
1. "Everlasting Love (808 Mix)" – 6:28
2. "Everlasting Love" – 4:20
3. "The Brutality of Fact" – 4:27
4. "Power of the Media" – 4:47

CD 3"
1. "Everlasting Love" – 4:20
2. "The Brutality of Fact" – 4:27
3. "Power of the Media" – 4:47
4. "No One Is to Blame" – 4:13

CD 3" Edición Limitada
1. "Everlasting Love (The Institute Mix)" – 4:48
2. "Hide and Seek (Orchestral)" – 7:09
3. "Conditioning (Live in Philadelphia)" – 5:26

## Posicionamiento en listas
| Lista (1989)                        | Máxima posición |
| ----------------------------------- | --------------- |
| Australia (ARIA Chart)              | 91              |
| Canadá (RPM Top Singles)            | 3               |
| Estados Unidos (Billboard Hot 100)  | 12              |
| Estados Unidos (Modern Rock Tracks) | 19              |
| Estados Unidos (Adult Contemporary) | 1               |
| Reino Unido (UK Singles Chart)      | 62              |

## Personal
- Howard Jones - voz,  teclados
- Ian Stanley - teclados
- Chris Hughes - batería
- Andy Ross - guitarra
- Martin Jones - guitarra
- Sandy McLelland - voces adicionales